# Louella Ballerino
Louella Ballerino (Bear Creek, Iowa, 1900-Laguna Beach, California, 1978) fue una diseñadora de moda americana conocida principalmente por sus colecciones de ropa deportiva y trajes de baño.
Su familia se trasladó a Los Ángeles en 1905, poco después de su nacimiento. Estudió escultura y trabajó para el diseñador Andre-Ani. En 1927 comenzó a crear bocetos originales de otros fabricantes y ocupó un puesto en una tienda de trajes a medida. Su carrera comenzó en 1929, cuando la necesidad económica llevó a Ballerino a trabajar como ilustradora de moda free-lance en Los Ángeles. En 1938 creó su propio negocio de ropa de encargo, muy influenciado por el vestido europeo y sudamericano tradicional, fabricados en algodón bordado con adornos o detalles florales relacionados con las culturas específicas. Uno de sus primeros vestidos de 1938 se encuentra expuesto en el museo del traje FIDM de Los Ángeles. Este interés por las culturas no occidentales se convertiría en un sello distintivo de su trabajo y de la ropa deportiva de California en general. En 1939 ganó el reconocimiento nacional con la popularización de la falda falda acampanada. También se encuentran expuestos otros diseños en el museo de arte LACMA de Los Ángeles. En 1946, Ballerino comenzó una colaboración con Jantzen para producir ropa de playa y posteriormente cerró su negocio en 1951.